# Makinti Napanangka
Makinti Napanangka (née vers 1930 et morte le 9 janvier 2011) est une artiste aborigène Pintupi de la région australienne du désert occidental. Après sa mort, elle est appelée Kumentje, dans le respect de la tradition indigène de ne pas parler d’un défunt par son vrai nom pendant un certain temps. Elle vit dans les communautés de Haasts Bluff, Papunya, et plus tard à Kintore (en), à environ 50 kilomètres au nord-est de la région du lac Macdonald (en) où elle est née, à la frontière entre le Territoire du Nord et l'Australie-Occidentale.
Makinti Napanangka commence à peindre de l'art contemporain australien indigène à Kintore au milieu des années 1990, encouragée par un projet d'art communautaire. L'intérêt pour son travail se développe rapidement et elle expose dans la plupart des galeries d'art publiques australiennes dont la National Gallery of Australia. Finaliste du Prix Clemenger d'art contemporain 2003, elle remporte le Prix national d'art aborigène et insulaire du détroit de Torres en 2008. Son travail est représenté dans la grande exposition d'art indigène Papunya Tula: Genesis and Genius, à la Galerie d'art de Nouvelle-Galles du Sud.
En polymère synthétique sur du lin ou de la toile, les peintures de Makinti Napanangka prennent principalement pour sujet un site de trou de roche, Lupul, et une histoire indigène (ou temps du rêve) sur deux sœurs, connues sous le nom de Kungka Kutjarra. Elle est membre de la coopérative des artistes Papunya Tula.

## Biographie

### Enfance

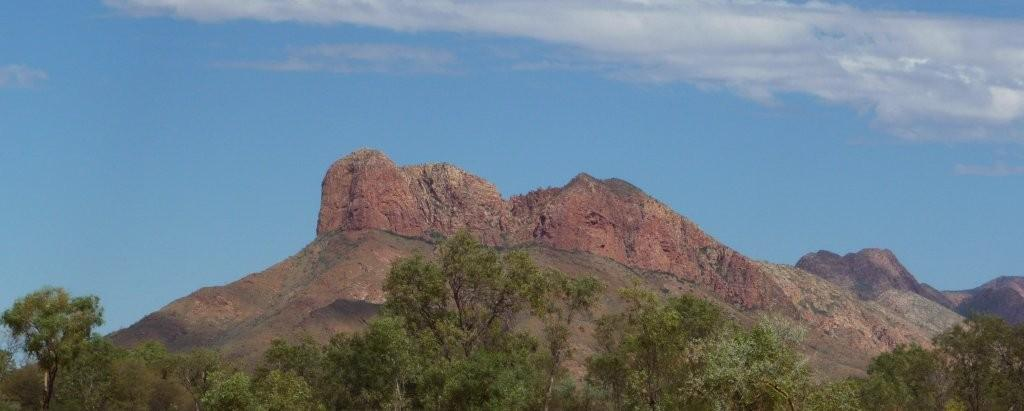
Haasts Bluff, où Makinti a vécu pendant les années 1940 et 1950

L'année de naissance de Makinti Napanangka est incertaine. La biographie de la galerie de Japingka évoque une naissance « vers 1932 », le recensement des artistes de Papunya évoque une naissance « c. 1922 » et la vaste majorité des autres sources place sa naissance vers 1930,. Elle naît probablement au trou de roche de Lupul,,, bien qu’un ouvrage de référence la place plutôt à Mangarri. Il est cependant certain qu’elle est originaire de la région de Karrkurritinytja, près du lac Macdonald (en). Cette incertitude vient du fait que les Australiens autochtones estiment souvent les dates de naissance par rapport à d'autres événements, en particulier pour les personnes nées avant le contact avec les Australiens d’origine européenne. Ils peuvent également citer le lieu de naissance comme étant l'endroit où la mère a senti le fœtus pour la première fois, plutôt que l'endroit où la naissance a eu lieu.
Makinti est membre du groupe aborigène Pintupi, qui est surtout représenté dans les communautés de Papunya, Kintore et Kiwirrkura. Son nom, Napanangka, est un des huit skins utilisés pour désigner les sous-groupes du système de parenté Pintupi, et non un nom de famille au sens utilisé par les Occidentaux. Elle est très petite, mais musclée.

### Vie adulte et famille
Makinti découvre des personnes blanches pour la première fois alors qu’elle vit à Lupul, les voyant monter à dos de chameau. Elle arrive à Haasts Bluff au début des années 1940, avec son mari Nyukuti Tjupurrula. Vers 1940, leur fils, Ginger Tjakamarra, naît. À Haasts Bluff, ils ont un deuxième enfant en 1949, appelé Narrabri Narrapayi. Le groupe arrive à Papunya à la fin des années 1950, et Makinti a un troisième enfant, Jacqueline Daaru, en 1958, et une dernière, Winnie Bernadette, en 1961 à Alice Springs.
La famille de Makinti déménage à Kintore au début des années 1980, à la fondation de la communauté.
En 1996, Makinti peint pour la coopérative d’artistes Papunya Tula.
Elle meurt à Alice Springs en janvier 2011.

## Carrière artistique
Des artistes du mouvement Papunya Tula peignaient à Haasts Bluff à la fin des années 1970, mais la mort de certains des principaux peintres au début des années 1980 a entraîné une période de déclin. En 1992, le Centre des femmes Ikuntji ouvre à Haasts Bluff et un nouveau mouvement de peinture se développe rapidement, soutenu par la fondatrice Marina Strocchi,. C'est grâce à cette initiative que Kumentje commence à peindre en 1994 pour le Minyma Tjukurrpa et, en 1997, son travail est exposé par des grandes galeries. Elle est l'une des « dames de Kintore » qui ont rejoint les rangs des artistes de Papunya Tula, et est désignée comme "numéro un" du mouvement par ses collègues artistes. Elle peint avec la Papunya Tula Artists Cooperative, dont elle est actionnaire, à partir de 1996,.
La seule interruption de sa carrière a été en 1999, lorsqu'elle subit une opération de la cataracte. Selon le journaliste Nicolas Rothwell, la maladie cause un changement distinct dans son travail, y compris l'utilisation croissante de lignes épaisses. Johnson déclare que l'opération aboutit à « une collection de toiles inondées de lumière » ;  la conservatrice de la Galerie d'art de Nouvelle-Galles du Sud, Hetti Perkins, estime qu'après son rétablissement, « son travail a montré une vigueur renouvelée ».
Les œuvres de Makinti sont sélectionnées pour cinq expositions consécutives du National Art and Torres Strait Islander Art Award (NATSIAA) à partir de 1997,. En 2000, elle fait sa première exposition en solo et ses œuvres sont incluses dans la grande exposition Papunya Tula: Genesis and Genius à la Galerie d'art de Nouvelle-Galles du Sud. L'année suivante, elle est finaliste du NATSIAA. En 2003, elle est nommée par le magazine Australian Art Collector (en) comme l'une des 50 artistes les plus à collectionner du pays, une évaluation répétée par ce magazine en 2004, 2005 et 2006. Toujours en 2003, elle est finaliste du prix Clemenger pour l'art contemporain (en). En 2006, ses œuvres occupent le haut de l'échelle des prix, bien que les valeurs de revente de ses œuvres non vendues par les artistes de Papunya Tula soient instables en raison de leur qualité variable.
En août 2008, Makinti remporte la NATSIAA et un prix de A$40 000 mais son âge et son état de santé l'empêchent de l'accepter en personne. En octobre 2008, ses œuvres figurent dans une vente aux enchères caritative garantissant des fonds pour l'université Charles-Darwin. Sa peinture se vend pour A$18 500, soit près d'un dixième du montant total amassé. En 2009, elle est de nouveau finaliste à la NATSIAA avec une peinture sans titre et finaliste au Togart Contemporary Art Award la même année. En 2011, elle est finaliste du 36e prix d'art Alice et la même année, elle reçoit à titre posthume l'Ordre d'Australie, pour service aux arts en tant qu'artiste indigène contemporaine, aux femmes peintres du mouvement Western Desert Art, et à la communauté du Territoire du Nord.
La plupart des collections publiques d'Australie contiennent une ou plusieurs œuvres de Makinti, notamment la Galerie nationale d'Australie, la Galerie d'art de Nouvelle-Galles du Sud, la National Gallery of Victoria, la Queensland Art Gallery, le Musée de Brisbane et la Galerie d'art du Territoire du Nord. Elle a participé à quelques grandes expositions de groupe, telles que Papunya Tula: Genesis and Genius à la Galerie d'art de Nouvelle-Galles du Sud, et Color Power à la Galerie nationale de Victoria, ainsi que des expositions solo dans des galeries privées, y compris la galerie de Gabrielle Pizzi (en),. La National Portrait Gallery of Australia possède dans sa collection un portrait photographique de Kumentje pris par l'artiste australien d'origine malaisienne Hari Ho. Son travail est inclus dans la Biennale de Sydney en 2012.

## Style de peinture
Les œuvres de Makinti, y compris ses peintures Prix Clemenger et NATSIAA, sont créés avec un polymère synthétique sur toile de lin ou toile,.
De nombreuses peintures des artistes du désert occidental évoquent l'eau, tandis que le temps du rêve le plus populaire dans le mouvement est Kungka Kutjarra, qui raconte le voyage de deux soeurs,. Les travaux de Makinti n'y font pas exception et représentent souvent le trou de roche de Lupul. La peinture sans nom exposée au sein de Genesis and Genius est basée sur Kungka Kutjarra, tandis que la peinture qui remporte le prix Telstra en 2008 représente Lupul.
D'après Hetti Perkins, le travail de Makinti est, comme elle, « très dynamique et charismatique ». Bien qu'elle soit membre des artistes de Papunya Tula, Makinti semble plus spontanée dans sa représentation des mythes traditionnels. Son style évolue avec le temps, gagnant plus d'ordre et représentant plus en détail les jupes de crin et les peintures corporelles. Sa palette de couleurs reste toujours majoritairement jaune et rose, avec des touches orange et blanches.

## Expositions et prix
- 1997 – 14th National Aboriginal & Torres Strait Islander Art Award[10]
- 1998 – 15th National Aboriginal & Torres Strait Islander Art Award[8]
- 1999 – 16th National Aboriginal & Torres Strait Islander Art Award
- 2000 – 17th National Aboriginal & Torres Strait Islander Art Award
- 2000 – Utopia Art, Sydney
- 2001 – finaliste, 18th National Aboriginal & Torres Strait Islander Art Award
- 2001 – Utopia Art, Sydney
- 2002 – Gallerie Gabrielle Pizzi, Melbourne
- 2003 – Utopia Art, Sydney
- 2003 – finaliste, Clemenger Contemporary Art Award à la Galerie nationale de Victoria[24]
- 2007 – finaliste, 24th National Aboriginal & Torres Strait Islander Art Award[35]
- 2008 – gagnante, 25th National Aboriginal & Torres Strait Islander Art Award